# Рио-Колорадо (Рио-Негро)
Рио-Колорадо (исп. Río Colorado) — город и муниципалитет в департаменте Пичи-Мауида провинции Рио-Негро (Аргентина), административный центр департамента.

## История
В конце XIX века на южном берегу реки Рио-Колорадо возник населённый пункт Буэна-Парада. Однако, когда в 1895 году началось строительство железной дороги, то железнодорожная станция была построена на самом высоком месте, и согласно президентскому указу 1901 года именно посёлок вокруг железнодорожной станции, получившей название «Рио-Колорадо», стал административным центром департамента. Это привело к ожесточённому соперничеству между двумя близлежащими населёнными пунктами, однако в дело вмешалась природа: в 1915 году из-за ужасного наводнения населённый пункт Буэна-Парада был полностью уничтожен, а его уцелевшие жители были вынуждены переселиться на более высокие места, и стать обитателями города Рио-Колорадо.